# Noga
Noga SA (анаграмма Gaon) — швейцарская торговая компания, занимающаяся импортом и экспортом в странах Африки, Центральной и Восточной Европы, основанная в 1957 году и управляемая в Женеве швейцарским миллиардером суданского происхождения Нисимом Гаоном. Названием компании стала анаграмма фамилии её владельца и руководителя Нисима Гаона.
В России компания и её владелец наиболее известны многолетним конфликтом из-за контракта на поставку в Россию продовольствия и других товаров в обмен на нефть и нефтепродукты, заключённого в 1991 году и разорванного по инициативе российской стороны в 1993 году. В 2009 году компания оценила свои убытки от нарушения российским государством бартерного контракта в 1,18 млрд CHF (800 млн EUR).

## Сфера деятельности
Импорт-экспорт товаров, преимущественно в Африке, Центральной и Восточной Европе.
- Сельскохозяйственная продукция: зерновые, жиры и растительные масла, рис, масличные культуры, какао, кофе, сахар, хлопок, продукты питания всех видов.
- Углеводородное сырьё и продукты его переработки: нефть, нефтепродукты и химические продукты, удобрения.
- Строительные материалы.
- Машины и оборудование: промышленное и сельскохозяйственное оборудование.
- Инжиниринг.
- Отельный бизнес.

## История конфликта России и Noga
Швейцарская фирма Noga активно сотрудничала с властями России в 1991—1992 годах. В апреле 1991 года первый зампред Совмина РСФСР, министр сельского хозяйства и продовольствия Геннадий Кулик подписал от имени правительства РСФСР первое соглашение с компанией Noga, по которому фирма обязалась предоставить правительству РСФСР кредиты на закупку продовольствия и потребительских товаров на сумму около 420 млн долларов.
Кредит предоставляется в форме открытия аккредитивов в пользу поставщиков в Россию продовольствия, товаров длительного пользования, оборудования для фабрики детского питания, закупаемых советскими (а позднее российскими) внешнеторговыми организациями. Погашение задолженности фирме Noga на сумму аккредитивов должно было происходить с рассрочкой платежа путём поставки фирме по согласованному графику дизельного топлива и мазута «Роснефтепродуктом», причём средства, вырученные «Noga» от продажи этих нефтепродуктов, должны были зачисляться на гарантийный целевой счёт правительства, с которого фирма имела право снимать средства по мере наступления сроков погашения задолженности.
Летом и осенью 1991 года теми же сторонами были подписаны два дополнения к кредитному соглашению на сумму в 50 и 372 млн долларов, а в январе 1992 года — второе кредитное соглашение для финансирования поставок сельхозхимикатов и погашения задолженности поставщикам за ранее поставленные химикаты на 400 млн долларов. В этой сделке товары в Россию поставлялись по завышенным ценам, а нефтепродукты фирме Noga — по заниженным. В общей сложности сумма всех сделок достигла 1,5 млрд USD. По условиям соглашений Россия отвечала за выполнение контрактов своим имуществом, отказавшись при этом от «суверенного иммунитета».
В 1993 году российское правительство расторгло договор. По мнению российских юристов, эти спорные контракты были составлены некорректно и исключительно в интересах владельца Noga бизнесмена Нессима Гаона. С тех пор обе стороны оспаривают выполнение условий соглашения противной стороной.
В 1993 году Noga, воспользовавшись пунктом об отказе от «суверенного иммунитета» обратилась в люксембургский суд, оценив неустойку в 300 млн USD. Компания выиграла дело, в результате чего был наложен арест на активы российского правительства, Банка России, Внешэкономбанка, Внешторгбанка и внешнеторговых объединений, находившиеся в этой стране. Всего под арестом оказалось 600 млн USD. Позже арест удалось снять. По данным Минфина РФ в 1993—1994 годах Noga уступила права требования к России своим кредиторам, четырём швейцарским банкам.
Noga смогла возбудить дело в Международном арбитражном суде в Стокгольме и выставить России счет на 1,5 млрд долларов. В 1997 году шведский суд решил дело в пользу Noga по двум искам, признав, что Россия должна компании 63 млн USD. Интересы Noga представлял адвокат Александр Добровинский.
В 2000 году Стокгольмский арбитраж принял решение об аресте зарубежных активов России. С тех пор компании несколько раз удавалось арестовывать российское имущество за рубежом — в том же 2000 году Noga добилась во Франции ареста счетов российских дипслужб, Банка России, Внешэкономбанка и госкомпаний, включая «Роснефть» и «Славнефть», а также ареста российского парусника «Седов», однако затем счета были разблокированы, аресты имущества признаны незаконными, а компания оштрафована. В 2001 и 2003 годах Noga попыталась арестовать российские самолёты на авиасалоне в Ле-Бурже, но оба раза суд ей в этом отказывал.
По ходу конфликта, в 1996 году компания Noga обанкротилась, и в 2002 году швейцарский суд решил выселить бизнесмена и его семью из отеля Noga Hilton на берегу Женевского озера, так как они не оплачивали счета за проживание, а прокуратура кантона Женева возбудила против Гаона уголовное дело по обвинению в финансовых махинациях и преднамеренном банкротстве. В том же 2002 году власти России предложили Noga списать 30 % долга и реструктурировать оставшуюся часть задолженности, пообещав взамен выплаты в 2010 и 2030 годах. Гаон отказался от предложения.
В апреле 2004 года Noga заявила об отказе от претензий к России. В сентябре адвокаты компании сообщили, что Россия пообещала выплатить компании в общей сложности 1,2 млрд USD. Однако в ноябре Минфин РФ опроверг эту информацию, заявив, что Россия должна Noga только 55 млн USD и проценты, в результате конфликт продолжился. В 2005 году по запросу Noga в Швейцарии была арестована коллекция картин французских художников из Пушкинского музея, однако арест был снят после вмешательства Федерального совета (правительства) Швейцарии, и картины вернулись в Москву.
В марте 2006 года американский бизнесмен российского происхождения Алекс Коган выкупил у французских банков BNP Paribas и Credit Lyonnais, а также швейцарского Banque cantonale de Genève долговые обязательства России перед фирмой Noga на общую сумму около 70 млн USD, которые в декабре 2007 года у него выкупил Минфин России.
В 2007 году компания потерпела поражение в судебном разбирательстве в Париже в Международном арбитражном суде. Это не помешало юристам Noga в январе 2008 года добиться, чтобы судебные приставы при Трибунале Парижа во исполнение решения Стокгольмского арбитража от 1997 года арестовали парижские счета ряда российских государственных компаний и учреждений, в том числе Внешэкономбанка, Минфина, Минэкономразвития, «Роскосмоса», «Рособоронэкспорта», «Росатома», РИА «Новости» и других. Сам Гаон изъявил готовность снять арест в обмен на выплату 70 млн USD. В течение пяти месяцев все решения об аресте счетов были отменены. Летом 2008 года Noga заявила, что оспорит решения французских судов о снятии ареста со счетов России во Франции. В свою очередь, Минфин России обратился во французские суды с иском о возмещении ущерба к швейцарской компании Noga.
В 2008 году федеральный окружной суд в Нью-Йорке отказал компании Noga в её претензиях к России, в следующем 2009 году федеральный суд США отклонил апелляцию швейцарской компании.
В 2008 году юристы компании Noga попытались в швейцарских судах добиться признания соглашения подписанного в 2002 году со швейцарским адвокатом Мартином Шварцем, действовавшим, якобы, от имени российского правительства, по которому Россия обязалась выплатить 800 млн USD и проценты по долгу. Точку в этом судебном споре поставил Федеральный суд Швейцарии в декабре 2008 года (решение было обнародовано в январе 2009 года). Суд подтвердил решения нижестоящей инстанции и Международного арбитражного суда, обязав также компанию Noga возместить судебные издержки суду и России на общую сумму в 210 тыс. франков.
Хотя компания Noga и потерпела в итоге поражение в ходе многолетнего судебного конфликта с Россией, в то же время, по данным российской прессы, начиная с 1991 года по ранее заключённым контрактам она получила от России около 680 млн USD.